# 交響曲第2番 (スタンフォード)
交響曲第2番ニ短調『哀歌的』（Elegiac）は、チャールズ・ヴィリアーズ・スタンフォードが1879年に作曲した交響曲。演奏時間は約35分

## 概要
スタンフォードは1879年夏、オペラの分野での処女作となる「神秘の預言者 The Veiled Prophet」を完成した。この曲の作曲に取り掛かったのはその後である。初演は1882年3月7日、ヨーゼフ・ヨアヒムを迎えて行われた演奏会で、作曲者自身の指揮によって行われた。また、翌年にも再演されている。スタンフォードは自らの初期作品に対して厳しい態度をとっており、この交響曲は「交響曲第1番」と共に作品番号を与えられなかった。また出版もされていない。楽譜の冒頭には、スタンフォードと同じヴィクトリア朝時代に活躍した詩人アルフレッド・テニスンの「イン・メモリアム In Memoriam」からの引用が掲げられている。。

## 楽器編成
フルート、オーボエ2、クラリネット2、ファゴット2、ホルン4、トランペット2、トロンボーン3、ティンパニ、弦五部

## 楽曲構成
第1楽章 アレグロ・アッパッショナート
トゥッティのアタックに始まる序奏の後、3拍子系の流麗な主題が弦楽器に出される。
第2楽章 レント・エスプレッシーヴォ
弦楽合奏が穏やかな主題を奏でる。柔和な表情を崩すことなく楽章を終える。
第3楽章 スケルツォ  アレグロ・コン・フォーコ
ホルンの信号により、急き立てるような楽想が導かれる。4分程度のごく短い楽章。
第4楽章 アダージョ - アレグロ・モデラート - アレグロ・モルト・マ・ノン・プレスト
終楽章らしく、最後に頂点を築いて歓喜のうちに全曲を結ぶ。